# Whatever U Like
«Whatever U Like» —en español: «Lo que quieras»— es una canción rhythm and blues coescrita e interpretada por la cantante estadounidense Nicole Scherzinger, con la colaboración del rapero T.I.. La canción fue coescrita también y producida por los estadounidenses Polow da Don y Sean Garrett. Ello, para ser incluida en el álbum debut de la cantante, Her Name is Nicole..., cuyo lanzamiento fue cancelado.
Durante el tercer cuatrimestre del año 2007, «Whatever U Like» fue lanzada por el sello A&M Records como el sencillo debut como solista de Nicole Scherzinger. Ello, en un acontecimiento que mostró los primeros indicios de la posterior disolución definitiva de la agrupación femenina estadounidense The Pussycat Dolls, de la que Scherzinger formaba parte como líder.

## Antecedentes
Varios medios especularon que la canción «Steam», la que fue producida por el letrista y productor estadounidense Bryan-Michael Cox, sería lanzada como el sencillo debut como solista de Nicole Scherzinger. No obstante, ella misma se encargó de desmentir dicha información. Finalmente, «Whatever U Like» fue anunciada como tal. Tras ello, esta se filtró en internet el jueves 5 de julio de 2007 y, pocos días después, fue lanzada en las emisoras norteamericanas y europeas. «Whatever U Like» utiliza la misma composición, y exactamente el mismo ritmo que "Straight Jack" de Chilli con Missy Elliott. También es similar a "Blindfold Me" de Kelis, ambas canciones producidas por Polow da Don.

## Vídeo musical
El vídeo musical de «Whatever U Like» fue rodado los días 23 y 25 de julio de 2007. Su director fue el estadounidense Paul Hunter. Su estreno fue realizado el 28 de julho de 2007.

## Formatos
| Descarga digital |                   |          |  |
| N.º              | Título            | Duración |  |
| 1.               | «Whatever U Like» | 03:53    |  |

## Posicionamiento

### Semanales
| América        |                        |     |
| Canadá         | Canadian Hot 100       | 57  |
| Estados Unidos | Bubbling Under Hot 100 | 4   |
| Estados Unidos | Pop 100                | 88  |
| Estados Unidos | Hot R&B/Hip-Hop Songs  | 113 |